# Chris Newman
Chris Newman (ur. 16 grudnia 1987) – irlandzki aktor filmowy i telewizyjny.

## Filmografia
seriale
- 2003: Clinic, The jako Tommy Geraghty
- 2006: Stardust (serial telewizyjny) jako Syn

film
- 2003: Szkoła dla łobuzów(inne języki) jako Patrick Delaney, 743
- 2011: Drugi wymiar jako Szeregowy Jordan Reid
- 2013: Food Guide to Love, The jako Kelner